# Joaquín Manglano Cucaló de Montull
Joaquín Manglano i Cucaló de Montull (València, 23 d'agost de 1892 - 26 de febrer de 1985) fou un noble, propietari rural i polític valencià, baró de Càrcer i baró de Llaurí, diputat a les Corts Espanyoles i alcalde de València durant el franquisme.

## Biografia
Fill gran de Luis Manglano Palencia i Josefa Cucaló de Montull Cubells. Es llicencià en dret i filosofia i lletres per la Universitat de València. Des del 1916 també fou baró de Càrcer i fou cavaller de l'orde de Montesa. En 1943 va heretar de la seua tia el títol de Baró de Beniomer.
D'antuvi milità al Partit Liberal Conservador, amb el qual fou elegit diputat pel districte d'Albocàsser a les eleccions generals espanyoles de 1919. Durant la dictadura de Primo de Rivera fou regidor de l'Ajuntament de València. En proclamar-se la Segona República Espanyola s'aproximà al carlisme i ingressà a Comunió Tradicionalista, partit amb el qual fou elegit diputat per València ciutat a les eleccions generals espanyoles de 1933.
Durant la guerra civil espanyola donà suport als sublevats, i fou president de la Junta Tradicionalista del Regne de València i membre de la Junta de Guerra Carlista. Un dels seus germans, Fernando Manglano y Cucaló de Montull, fou assassinat a Paterna per milicians del Front Popular el 29 d'agost de 1936.
De 1939 a 1943 fou alcalde de València i cap regional del Movimiento Nacional. També fou procurador a Corts del 1958 al 1967, Consejero Nacional del Movimiento i ocupà diversos càrrecs en la secció agrària del Sindicat Vertical.